# João Faria Viana
João Faria Viana (Porto Alegre, 1905 — Porto Alegre, 1975) est un dessinateur, graveur, peintre et aquarelliste brésilien.

## Biographie
João Faria Viana naît à Porto Alegre en 1905.
Il étudie à l'Instituto de Belas Artes (pt), où il est l'élève de Libindo Ferrás et de Francis Pelichek,.
Cofondateur de l'Associação Riograndense de Artes Plásticas Francisco Lisboa (pt), il en est le premier président,. Faria Viana enseigne le dessin et la peinture et travaille comme illustrateur pour Editora Globo (pt).
La ville de Porto Alegre est un thème constant dans son travail, notamment les vieilles maisons — immortalisées dans le livre Imagens Sentimentais da Cidade, du poète Athos Damasceno Ferreira (pt) — ou les maisons de la région de la colonisation allemande, qui constituent un important dossier documentaire sur l'architecture gaucha,.
Au Brésil, il remporte plusieurs prix dans les salons officiels de l'État,,. Ses œuvres font partie de plusieurs collections privées aux États-Unis, en Angleterre, en France, au Portugal et en Italie[réf. souhaitée].
João Faria Viana meurt à Porto Alegre en 1975.